# Warberg
Warberg là một đô thị của huyện Helmstedt, bang Niedersachsen, Đức. Đô thị này có diện tích 8,01 km².